# Manon Depuydt
Manon Depuydt (Oostende, 2 april 1997) is een Belgische atlete, die gespecialiseerd is in de sprint. Ze werd tot op heden vijfmaal Belgisch kampioene.

## Loopbaan
Manon Depuydt werd in 2015 op de 4 x 100 m geselecteerd voor de Europese kampioenschappen U20 in Eskilstuna. Ze kwam niet in actie. In 2017 werd ze voor het eerst Belgisch indoorkampioene op de 60 m. Een titel die ze in 2018 en 2019 wist te verlengen.
Depuydt was aangesloten bij Hermes Club Oostende en stapte over naar AC Meetjesland.

## Belgische kampioenschappen
Outdoor
| Onderdeel | Jaar       |
| --------- | ---------- |
| 100 m     | 2018, 2019 |

Indoor
| Onderdeel | Jaar             |
| --------- | ---------------- |
| 60 m      | 2017, 2018, 2019 |

## Persoonlijke records
Outdoor
| Onderdeel | Prestatie | Wind     | Datum            | Plaats    |
| --------- | --------- | -------- | ---------------- | --------- |
| 100 m     | 11,52 s   | -0,7 m/s | 31 augustus 2019 | Brussel   |
| 200 m     | 23,26 s   | +0,8 m/s | 1 september 2019 | Brussel   |
| 300 m     | 37,84 s   |          | 1 mei 2019       | Herentals |
| 400 m     | 53,52 s   |          | 17 augustus 2019 | Kessel-Lo |

Indoor
| Onderdeel | Prestatie | Datum            | Plaats |
| --------- | --------- | ---------------- | ------ |
| 60 m      | 7,37 s    | 26 januari 2020  | Gent   |
| 200 m     | 23,68 s   | 16 februari 2020 | Gent   |

## Palmares

### 60 m
- 2017:  BK indoor AC – 7,44 s
- 2018:  BK indoor AC – 7,49 s
- 2019:  BK indoor AC – 7,42 s

### 100 m
- 2017:  BK AC – 11,82 s
- 2018:  BK AC – 11,72 s
- 2019:  BK AC – 11,61 s

### 200 m
- 2013: 5e EYOF te Utrecht – 24,56 s
- 2014:  BK AC – 24,19 s
- 2016:  BK AC – 23,77 s
- 2017:  BK AC – 23,73 s
- 2018: 8e ½ fin. EK te Berlijn – 23,60 s
- 2019: 7e EK U23 te Gävle – 24,04 s
- 2019:  BK AC – 23,26 s
- 2020:  BK indoor AC – 23,68 s
- 2021:  BK indoor AC – 23,99 s
- 2021:  BK AC – 23,70 s
- 2024:  BK indoor AC – 23,85 s

Diamond League-resultaten
- 2018: 8e Memorial Van Damme – 23,69 s

### 400 m
Diamond League-resultaten
- 2019: 4e Memorial Van Damme - 53,59 s
- 2021: 6e Memorial Van Damme - 55,37 s

### 4 x 100 m
- 2013:  EYOF te Utrecht – 46,89 s